# Elena Martín Crevillén
Elena Irene Martín Crevillén, más conocida como Elena Martín (Madrid, 22 de noviembre de 1972), es una política española que actualmente ocupa el cargo de secretaria de organización en el Partit Socialista del País Valencià-PSOE.

## Biografía
Abandonó los estudios de química en la Universidad de Alicante, sin llegar a finalizarlos. Fue diputada del Grupo Socialista en el Congreso de los Diputados, por la circunscripción de Alicante en la VI Legislatura de España.
Asumió la jefatura del Gabinete de la Subdelegación del Gobierno en Alicante, cuando su titular era Etelvina Andreu, la última candidata socialista a la alcaldía de Alicante y en la actualidad directora general de Consumo. Elena Martín participó en la campaña electoral de 2007 como asesora de Etelvina, que perdió por 4.047 votos frente al candidato popular Luis Díaz Alperi.
Además fue asesora del grupo municipal socialista en el Ayuntamiento de Alicante, tras las últimas elecciones municipales.
En el XI Congreso Nacional (Valencia 26, 27 y 28 de septiembre de 2008), fue elegida secretaria de Organización del PSPV-PSOE, cargo que ostenta en la actualidad.

## Candidatura a la alcaldía de Alicante por el PSOE en mayo de 2011
El 3 de octubre de 2010 se celebraron elecciones primarias para elegir al cabeza de lista de la candidatura del PSOE al Ayuntamiento de Alicante. Es entonces cuando Elena Martín, avalada por la ejecutiva local del partido, presenta su candidatura frente a la del expresidente de la cámara de comercio de Alicante, Antonio Fernández Valenzuela.
Una vez concluido el recuento de votos, Valenzuela consigue el 33% de los sufragios frente al 67% que obtiene Elena Martín, proclamándose la candidata oficial que representará al PSOE en las elecciones municipales de mayo de 2011, en las que obtiene el peor resultado histórico para el PSOE en unas elecciones municipales.